# Al-Dschudaide

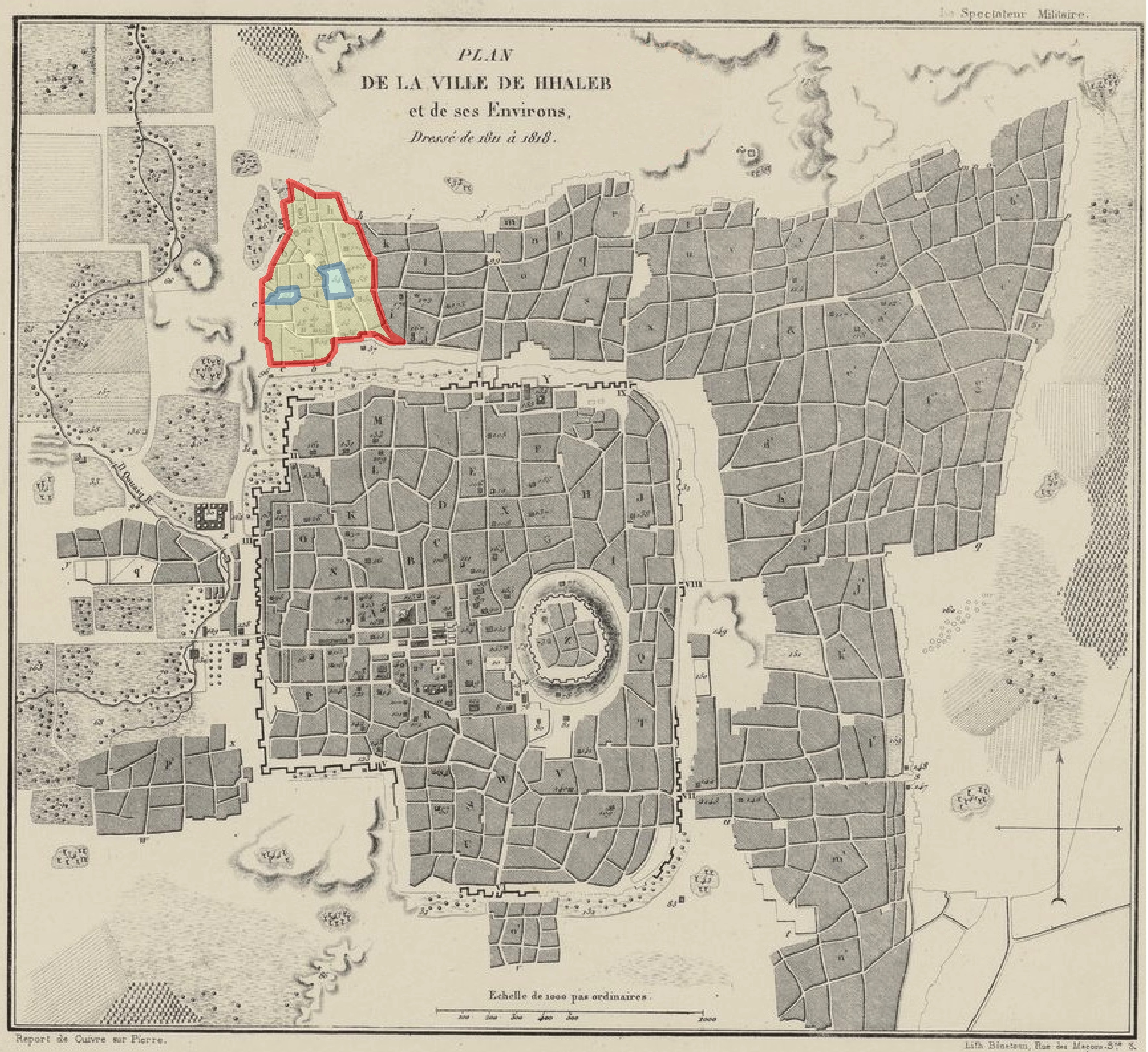
Al-Dschudaide (rot umrandet), nördlich der Altstadt von Aleppo, auf einer Karte von 1811. Blau umrandet sind die Plätze Sahat Farhat (westlich) und Sahat al-Hatab (östlich).

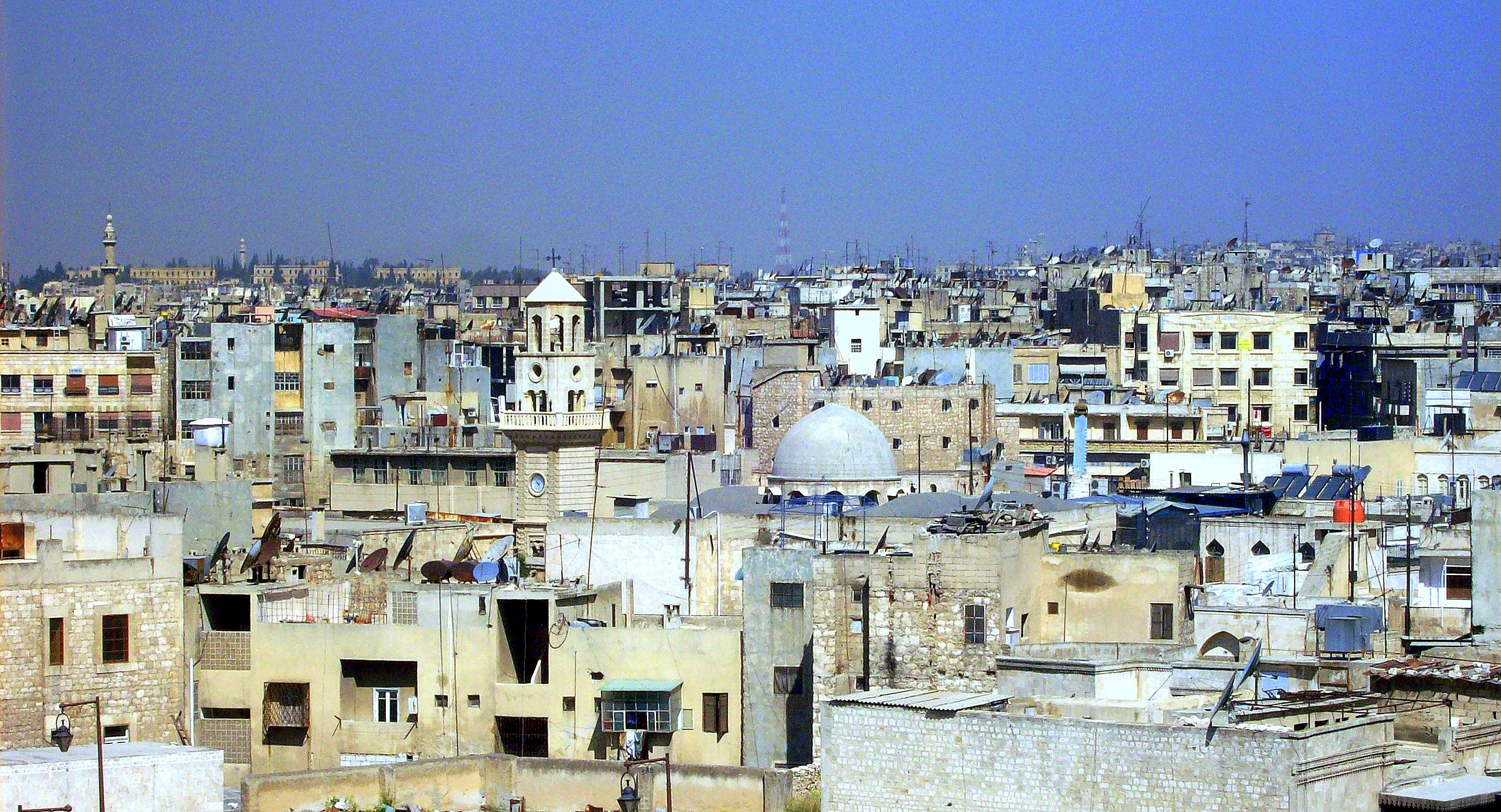
Ansicht von al-Dschudaide im Jahre 2010 (in der Mitte die beiden armenischen Kathedralen: links 40 Märtyrer, rechts Unsere Mutter der Erlösung)

Al-Dschudaide oder Dschudaide (arabisch جديدة Judayda, DMG Ǧudayda, französisch Jdeïdé, englisch transkribiert auch al-Jdaydeh) ist das traditionelle christliche Stadtviertel der syrischen Stadt Aleppo unmittelbar nördlich der historischen Altstadt. Durch seine zahlreichen alten Kirchen und Profanbauten ist es von großem historischen und kulturellen Interesse. Durch den Bürgerkrieg in Syrien seit 2011 erlitt das bereits im 15. Jahrhundert erwähnte Viertel schwerste Schäden, und viele seiner Einwohner flohen an andere Orte Syriens oder ins Ausland. Erst ein Teil der Bauten wurde seit der Vertreibung der islamistischen Rebellen Ende 2016 bis 2020 wieder hergestellt oder befindet sich im Wiederaufbau, und nur ein Teil der Bewohner ist zurückgekehrt.

## Geschichte

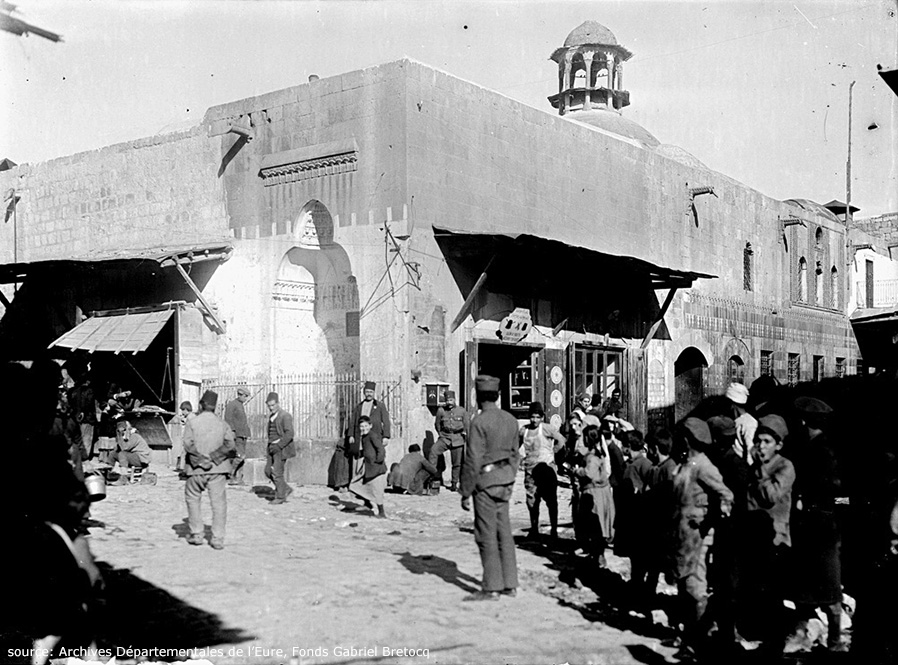
Ansicht des Platzes Sahat al-Hatab von al-Dschudaide mit dem Gebäudekomplex Waqf Ibschir Mustafa Pascha im Jahre 1920

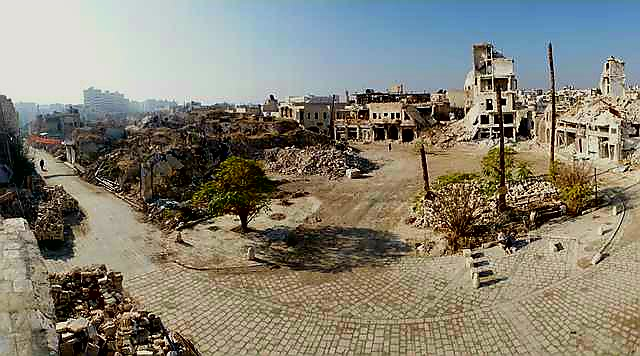
Sahat al-Hatab im Jahre 2017

Der hanafitische Historiker Ibn al-Schihna erwähnte Dschudaide erstmals in der ersten Hälfte des 15. Jahrhunderts als „christliches Stadtviertel“ von Damaskus. Wann in dieser Gegend außerhalb der Stadtmauern die ersten Häuser und Kirchen entstanden, ist unbekannt, doch deutet die möglicherweise bereits im 14. Jahrhundert unter den Mamluken errichtete Scharaf-Moschee auch auf eine schon sehr lange muslimische Präsenz in dem Areal hin. Nach der Eroberung Aleppos durch die Osmanen 1516 entstanden in Aleppo Niederlassungen christlicher Händler, so dass es zu einer Zuwanderung armenischer, maronitischer und jakobitischer (assyrischer), aber auch europäischer Christen kam.
Der italienische Handlungsreisende Pietro della Valle besuchte auf seiner Reise nach und aus Persien unter den Safawiden Aleppo zweimal, zuletzt 1625. Hier erwähnte er, neben einer fünften, weiter östlich gelegenen syrisch-jakobitischen Kirche, vier christliche Kirchen an einem Stadtplatz des außerhalb der Stadtmauern gelegenen Christenviertels: die Kirche der vierzig Märtyrer und die Muttergotteskirche, beides im 15. Jahrhundert errichtete Gotteshäuser der größten christlichen Gemeinde Aleppos, der Armenier, sowie eine griechisch-orthodoxe und eine maronitische Kirche. Der Bereich dieser fünf Kirchen wurde auch als al-Saliba (الصليبة aṣ-Ṣaliba, von الصليب aṣ-ṣalib ‚das Kreuz‘) bekannt. Im Laufe des 18. und 19. Jahrhunderts gewannen mit Rom unierte Kirchen an Bedeutung, und so wurden nach der 1840 erfolgten Lockerung der Einschränkungen zur Errichtung von Kirchenneubauten die maronitische, griechisch-katholische und armenisch-katholische Kirche errichtet. 1850 kam es im Zuge einer Demonstration gegen die Wehrpflicht, eine Kopfsteuer und die angebliche Bevorzugung der Christen durch die Tanzimat-Reformen zu schweren Ausschreitungen gegen die Christen in Dschudaide, bei denen etwa 20 Christen ermordet wurden. Allerdings starben bei den folgenden Kämpfen zwischen Aufständischen und Armee, an denen keine Christen mehr beteiligt waren, deutlich mehr Menschen. Dennoch wuchs das Viertel in den folgenden Jahrzehnten weiter, und um 1900 lebten in Aleppo rund 26.600 Christen, etwa 24 % der Bevölkerung, davon zwei Drittel außerhalb der nördlichen Stadtmauer in Dschudaide.
Einen großen Zustrom christlicher Flüchtlinge erlebte Aleppo nach dem Ersten Weltkrieg, als Armenier wie auch Aramäer und Assyrer auf der Flucht vor dem Völkermord an den syrischen Christen und an den Armeniern aus heute zur Türkei gehörenden Regionen hierher gelangten.
Im Bürgerkrieg in Syrien seit 2011 verlief durch Dschudaide von 2012 bis 2016 die Frontlinie zwischen Regierungstruppen im Westteil und islamistischen Rebellen im Ostteil der Stadt. Beschuss von Gebäuden, aber auch Untertunnelung und gezielte Sprengung mittels unterirdischer Bomben durch die Rebellen führte zu schwersten Schäden und auch zur vollständigen Zerstörung zahlreicher Häuser sowohl in Dschudaide als auch in der Altstadt und in anderen historischen Stadtteilen. Nach der Vertreibung der Islamisten aus Aleppo im Dezember 2016 wurde der Stadtplatz Sahat al-Hatab als „nicht mehr erkennbar“ beschrieben. Laut UNESCO-Schätzung vom Januar 2017 wurden 60 % der Bausubstanz im historischen Stadtkern schwer beschädigt und davon 30 % vollständig zerstört. Viele Christen flohen während des Krieges aus Aleppo in andere Regionen wie Latakia oder auch Wadi an-Nasara („Tal der Christen“), andere dagegen ins Ausland. Das syrische Generaldirektorat für Altertümer und Museen (Directorate-General of Antiquities & Museums, DGAM) und die UNESCO erfassten bis November 2017 die Schäden und die notwendigen Sicherungsmaßnahmen für die betroffenen Gebäude. Bei der deutschen Gerda Henkel Stiftung liegt ein detaillierter Bericht von Oktober 2019 über die Schäden und notwendigen Bauarbeiten an den Kirchen, aber auch anderen Gebäuden von Dschudaide vor.

## Sehenswürdigkeiten

### Kirchen

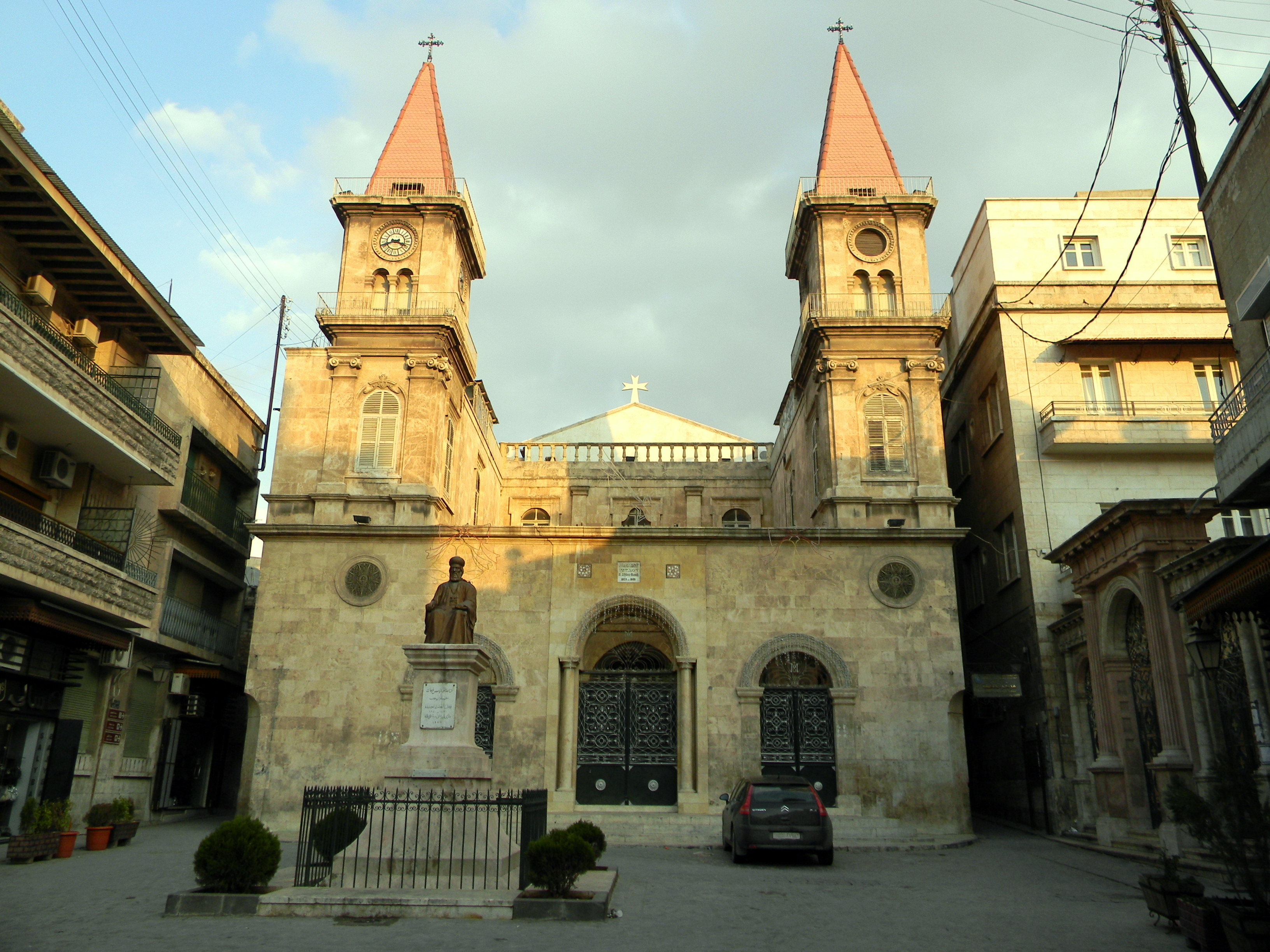
Sankt-Elias-Kathedrale an der Farhat-Straße, 2011

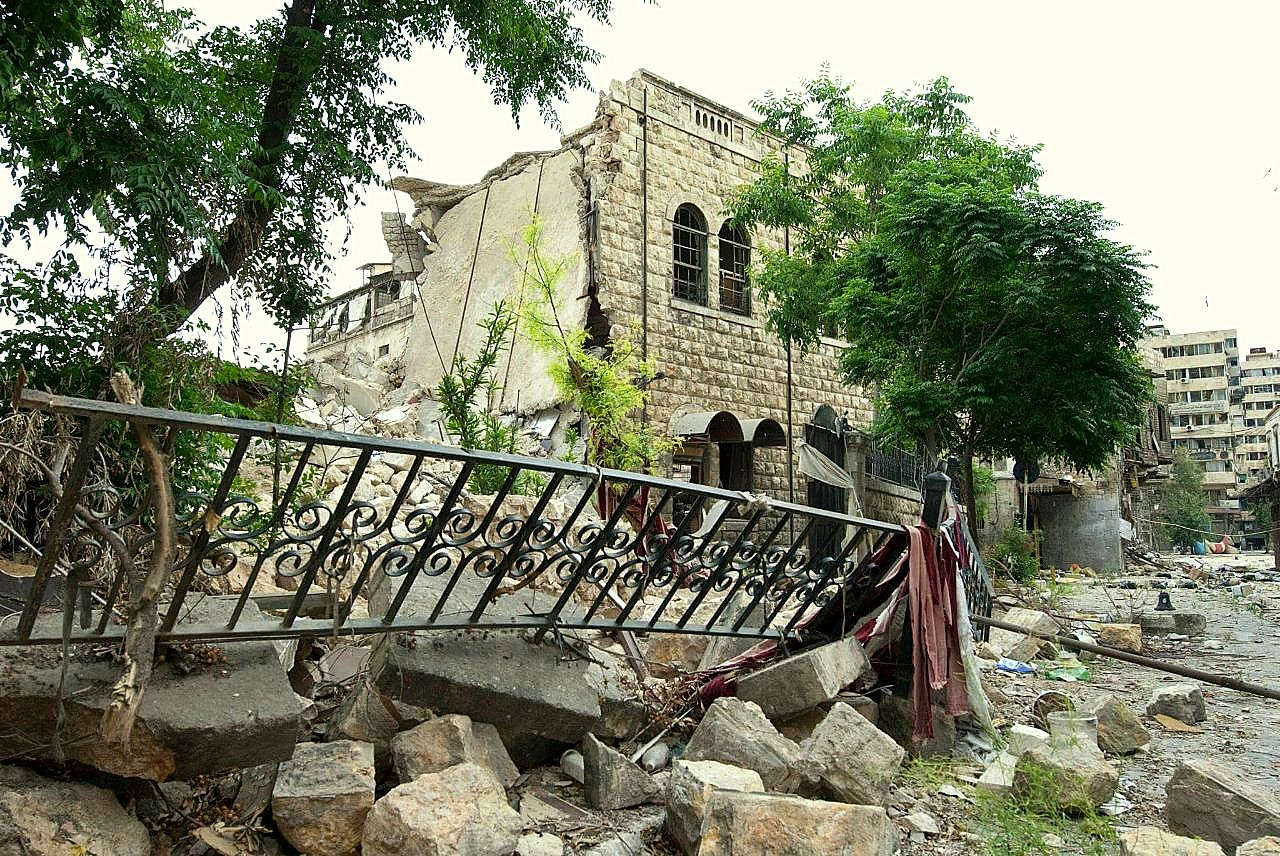
Zerstörte Nationale Evangelische Kirche von Aleppo am 12. Juni 2013

In einem auch als al-Saliba (الصليبة, von الصليب as-Salib ‚das Kreuz‘) bekannten Kernbereich von al-Dschudaide stehen direkt beieinander die Vierzig-Märtyrer-Kathedrale der armenisch-apostolischen Kirche mit der Zarehian-Schatzkammer im Gebäude der einstigen armenischen Heilige-Mutter-Gottes-Kirche, das früher als Kirche (Sankt Elias) dienende Druckereihaus der syrisch-maronitischen Kirche von Antiochien und die Kirche der Entschlafung Unserer Frau der griechisch-orthodoxen Kirche von Antiochien sowie daran anschließend die Kirche Sankt Assia die Weise der syrisch-katholischen Kirche. Weitere Kirchen im Stadtviertel sind die 1873 als Ersatz für die vorherige maronitische Eliaskirche errichtete Sankt-Elias-Kathedrale der syrisch-maronitischen Kirche von Antiochien, die Kirche Unserer Mutter der Erlösung der armenisch-katholischen Kirche und die Heimgang-Mariens-Kathedrale der melkitischen griechisch-katholischen Kirche. Das Viertel Dschudaide mit seinen Kirchen wurde im Bürgerkrieg durch Kämpfe zwischen Islamisten und Regierungstruppen schwer verwüstet. Bis zum Ausbruch des Bürgerkrieges dürfte Aleppo die größte absolute Anzahl an Christen in Syrien gehabt haben, je nach Schätzung zwischen 150.000 und 250.000, von denen Ende 2016 nur noch 100.000 dort lebten. Kurz vor Weihnachten 2016 konnten die Islamisten aus Aleppo vertrieben werden, so dass das erste Weihnachtsfest nach fünf Jahren möglich war und in der Ruine der Sankt-Elias-Kathedrale Christi Geburt gefeiert wurde. Die schwer zerstörte armenische Vierzig-Märtyrer-Kathedrale wurde schnell wieder aufgebaut und am 30. März 2019 wiedereröffnet. Die orthodoxe Kirche der Entschlafung der Gottesmutter wurde 2017 von russischem Militär entmint, bevor mit Rekonstruktionsarbeiten begonnen wurde. Die Sankt-Elias-Kathedrale war noch im März 2020 eine Baustelle; ihr zerstörtes Dach war erst Ende 2019 wieder hergestellt. Die Kirche Mar Assia war dagegen auch 2020 noch zugemauert, da Geld für die Rekonstruktion fehlt. Allerdings konnte im April 2019 die Heimgang-Mariens-Kathedrale der Melkiten wiedereröffnet werden. Am 9. Januar 2015 zwei Stunden vor einem geplanten Gottesdienst wurde die armenisch-katholische Kirche Unserer Mutter der Erlösung an der Kuppel schwer beschädigt, und es bestand Einsturzgefahr. Nach Rekonstruktion wurde sie Anfang Dezember 2019 wiedereröffnet. Großenteils zerstört wurde das Gebäude der Nationalen Evangelischen Kirche und liegt in Trümmern.

### Moscheen

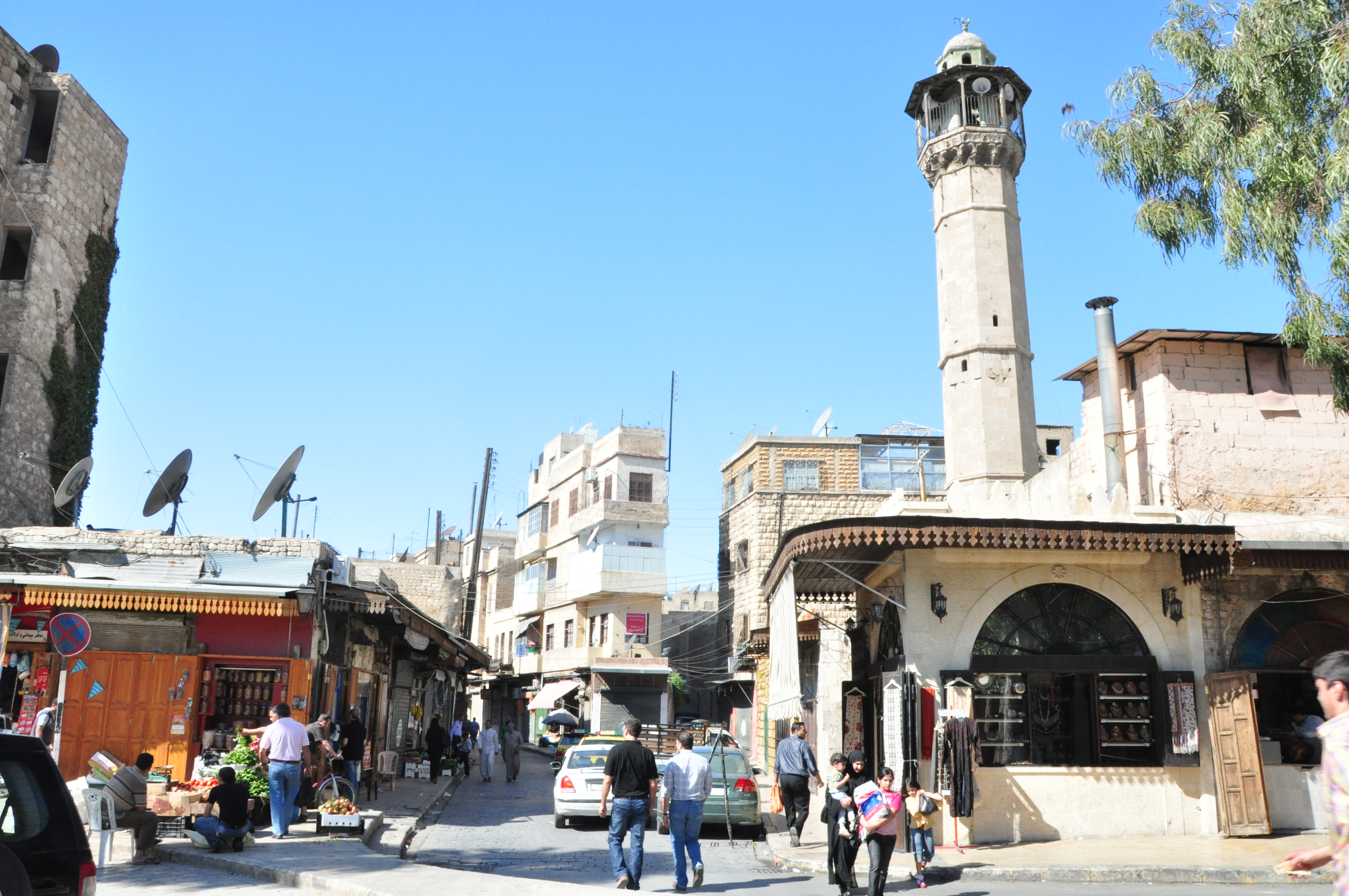
Scharaf-Moschee am Sahat al-Hatab, 2009

Am Platz Sahat al-Hatab steht die wahrscheinlich im 14. Jahrhundert unter den Mamluken errichtete Scharaf-Moschee, deren Minarett im Bürgerkrieg zerstört wurde und die auch weitere schwere Schäden erlitt.

### Profanbauten

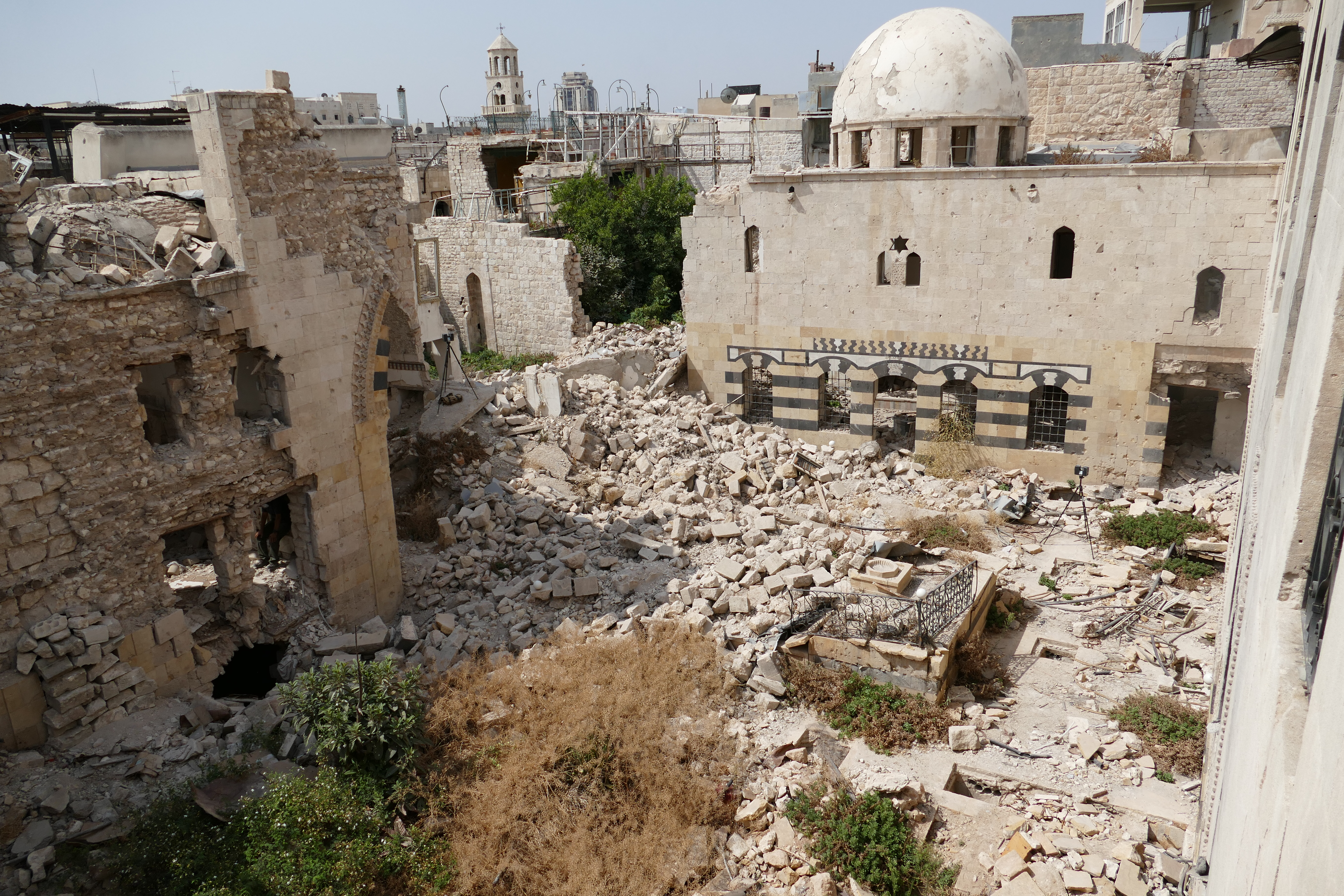
Der schwer beschädigte osmanische Palast Beit Ghazaleh im September 2017

Beit Atschiqbasch ist ein 1757 errichtetes ehemaliges Wohnhaus eines wohlhabenden christlichen Kaufmanns. Nach Beschädigung im Bürgerkrieg wurden 2019 Rekonstruktionsarbeiten begonnen. Beit Ghazaleh ist ein ehemaliger Palast aus osmanischer Zeit, der ab 1914 als Schule und später als Museum diente. Das Palastgebäude erlitt im Bürgerkrieg schwere Schäden. Der Hammam Behram Pascha stammt aus der Zeit des osmanischen Gouverneurs Behram Pascha und wurde 1583 fertiggestellt. Auch er wurde durch Bombardierung im Bürgerkrieg unbenutzbar.